# 湖硬頭魚
湖硬頭魚(学名：Craterocephalus lacustris），為輻鰭魚綱銀漢魚目銀漢魚科的其中一種，被IUCN列為易危保育類動物，分布於巴布亞紐幾內亞Kutubu湖流域，體長可達14公分，為熱帶魚類，棲息在水生植物生長的湖泊開放水域，生活習性不明。
其种加词“lacustris”意为“湖沼的”。